# بخش علیپودرا
زیربخش علیپودرا (به انگلیسی: Alipurduar subdivision) یک بخش در هند است که در بنگال غربی واقع شده‌است.